# Gal (periódico)
Gal (en abjasio: Гал; en megreliano: გალ; en ruso: Гал) es un periódico bimensual trilingüe que se publica en Gale, centro del distrito de Gali de la parcialmente reconocida República de Abjasia (de iure es capital del municipio de Gali de la República Autónoma de Abjasia de Georgia).
El periódico fue fundado en 1995 por Nugzar Salakaia, que sigue siendo el editor, y es el único periódico (parcialmente) en lengua mingreliana del mundo. Gal tiene una tirada de 1.000 ejemplares y una extensión de alrededor de 4 páginas.

## Historia
Entre 1995 y 1998, el edificio que albergaba la oficina del periódico y la imprenta fue volado seis veces por fuerzas paramilitares georgianas.